# Karshi Challenger 2014
Il Karshi Challenger 2014 è stato un torneo di tennis facente parte della categoria ATP Challenger Tour nell'ambito dell'ATP Challenger Tour 2014. È stata l'8ª edizione del torneo che si è giocato a Qarshi in Uzbekistan dal 19 al 25 maggio 2014 su campi in cemento e aveva un montepremi di $50,000.

## Partecipanti singolare

### Teste di serie
| Nazionalità   | Giocatore            | Ranking* | Testa di serie |
| ------------- | -------------------- | -------- | -------------- |
| Russia        | Aleksandr Kudrjavcev | 189      | 1              |
| Canada        | Filip Peliwo         | 223      | 2              |
| Russia        | Konstantin Kravčuk   | 259      | 3              |
| Giappone      | Yasutaka Uchiyama    | 263      | 4              |
| Stati Uniti   | Chase Buchanan       | 265      | 5              |
| Taipei cinese | Huang Liang-chi      | 276      | 6              |
| Giappone      | Shuichi Sekiguchi    | 281      | 7              |
| Serbia        | Peđa Krstin          | 282      | 8              |

- Ranking al 12 maggio 2014.

### Altri partecipanti
Giocatori che hanno ricevuto una wild card:
- Karen Chačanov
- Shonigmatjon Shofayziyev
- Sanjar Fayziev
- Temur Ismailov

Giocatori che sono passati dalle qualificazioni:
- Denys Molčanov
- Anton Zaitsev
- Mikhail Ledovskikh
- Laurent Rochette

## Partecipanti doppio

### Teste di serie
| Nazionalità   | Giocatore       | Nazionalità   | Giocatore          | Ranking* | Testa di serie |
| ------------- | --------------- | ------------- | ------------------ | -------- | -------------- |
| Russia        | Victor Baluda   | Russia        | Konstantin Kravčuk | 244      | 1              |
| India         | N.Sriram Balaji | Taipei cinese | Chen Ti            | 338      | 2              |
| Irlanda       | James Cluskey   | India         | Saketh Myneni      | 348      | 3              |
| Taipei cinese | Huang Liang-chi | India         | Divij Sharan       | 353      | 4              |

- Ranking al 12 maggio 2014.

### Altri partecipanti
Coppie che hanno ricevuto una wild card:
- Shonigmatjon Shofayziyev /  Vaja Uzakov
- Omad Boboqulov /  Mikhail Esipov
- Sanjar Fayziev /  Temur Ismailov

## Vincitori

### Singolare
Nikoloz Basilašvili ha battuto in finale  Chase Buchanan 7–6(7-2), 6–2

### Doppio
Sergey Betov /  Alexander Bury hanno battuto in finale  Gong Maoxin /  Peng Hsien-yin con il punteggio di 7–5, 1–6, [10–6]